# Carpo
O carpo é a porção proximal da mão, ou seja, o conjunto de ossos dos membros anteriores (ou das extremidades superiores, em humanos) que articulam com os ossos do antebraço e com os do metacarpo, em todos os vertebrados que apresentam aqueles membros.
Noutros animais, como por exemplo os camarões e caranguejos, chama-se igualmente carpo ao artículo que suporta a pinça, nos apêndices com essa estrutura.

## Em humanos
Em humanos, a articulação do carpo com o braço é vulgarmente chamada “pulso”.
O carpo tem 8 ossos, organizados em duas fiadas de quatro ossos cada:
- 1ª fila: semilunar (ou lunado), escafoide e uma pequena superfície do piramidal (ou triangular), que articulam com o rádio, e o pisiforme, que articula apenas com o piramidal.
- 2ª fila: hamato (ou hamado), capitado (ou capitato), grande multiangular (ou trapézio) e pequeno multiangular (ou trapezoide), que se articulam da seguinte forma:
  - grande multiangular, que articula com o primeiro metacarpal e com o escafoide.
  - pequeno multiangular, que articula com o segundo metacarpal, com o grande multiangular e com o escafoide
  - capitado (ou grande osso), que articula com o terceiro metacarpal, com o pequeno multiangular, com o escafoide, com o lunado e com o hamado
  - hamado (ou unciforme), que articula com o quarto e quinto metacarpais, com o piramidal, com o capitado e uma pequena superfície com o lunado.